# Lindsay Leeová-Watersová
Lindsay Leeová-Watersová (* 28. června 1977 Dunwoody) je americká profesionální tenistka, která na okruh ITF vstoupila v roce 1994. Ve své dosavadní kariéře nevyhrála na okruhu WTA Tour žádný turnaj. V rámci okruhu ITF získala do května 2014 jedenáct titulů ve dvouhře a dvacet jedna ve čtyřhře.
Na žebříčku WTA byla ve dvouhře nejvýše klasifikována v dubnu 1994 na 33. místě, ve čtyřhře pak v únoru 2013 na 85. místě. Trénuje ji manžel Heath Waters.
Do roku 2015 neodehrála v americkém fedcupovém týmu žádné utkání.

## Tenisová kariéra
Na okruhu WTA Tour se ve dvouhře probojovala do semifinále québeckého Bell Challenge 1995, v němž nestačila na nejvýše nasazenou Nizozemku Brendu Schultzovou. Další semifinálovou účast zaznamenala také v Bournemouthu na turnaji British Hard Court Championships 1995, kde jako kvalifikantka podlehla Kanaďance Patricii Hyové-Boulaisové. Do elitní světové stovky žebříčku se poprvé dostala 7. srpna 1995, kdy figurovala na 92. místě. Na konci stejné sezóny jí patřila 47. příčka. Druhou sezónu, jíž zakončila v první stovce, odehrála v roce 2004.
Čtvrtfinále si zahrála na Indian Wells Masters 1996, kde ve třetí fázi oplatila porážku Schultzové. Mezi poslední osmičkou hráček nestačila na druhou nasazenou Španělku Conchitu Martínezovou. Bodový zisk ji následně zajistil kariérní maximum, když ji v dubnu 1996 patřila 33. pozice.
Na okruhu ITF odešla jako poražená finalistka ze čtyřhry Sparta Prague Open 2011, turnaje s dotací 100 000 dolarů, když po boku krajanky Megan Moultonové-Levyové v boji o titul nestačily na česko-nizozemskou dvojici Petra Cetkovská a Michaëlla Krajiceková 2–6 a 1–6.

## Soukromý život
Tenis začala hrát v osmi letech. Dne 7. března 2000 se vdala za svého trenéra Heathe Waterse. Od sňatku užívá dvojité příjmení Lee-Waters. Heath Waters vlastní tenisovou akademii Strive Tennis Academy v georgijské Atlantě. Jako první přivedla na svět dceru Sevyn (nar. 13. ledna 2001) a poté syna Heathe Paula (nar. 24. dubna 2006).
Narodila se roku 1977 v Oklahoma City do rodiny Rona a Paty Leeových. S manželem a dětmi žije v Dunwoody.

## Ocenění a nominace
- 1995 — nominace, nováček roku WTA Tour

## Tituly na turnajích okruhu ITF
| Legenda okruhu ITF   |
| $100 000 tournaments |
| $75 000 tournaments  |
| $50 000 tournaments  |
| $25 000 tournaments  |
| $15,000 tournaments  |
| $10 000 tournaments  |

### Dvouhra (11)
| Č.  | Datum            | Turnaj                            | Povrch    | Soupeřka ve finále          | Výsledek         |
| --- | ---------------- | --------------------------------- | --------- | --------------------------- | ---------------- |
| 1.  | 29. ledna 1995   | Woodlands, Spojené státy          | tvrdý     | Jody Yin                    | 6–4, 6–4         |
| 2.  | 5. března 1995   | Miami, Spojené státy              | tvrdý     | Tara Snyderová              | 6–2, 6–3         |
| 3.  | 19. dubna 1998   | Burbank, Spojené státy            | tvrdý     | Jolene Watanabeová-Giltzová | 6–4, 6–4         |
| 4.  | 16. ledna 2000   | Boca Raton, Spojené státy         | tvrdý     | Olga Blahotová              | 6–2, 3–6, 6–3    |
| 5.  | 23. září 2002    | Columbus, Spojené státy           | tvrdý     | Ashley Harkleroadová        | 1–6, 6–1, 7–6(9) |
| 6.  | 14. října 2002   | Hallandale Beach, Spojené státy   | antuka    | Gisela Dulková              | 7–5, 3–6, 6–1    |
| 7.  | 12. října 2003   | Lafayette, Spojené státy          | antuka    | Natalie Grandinová          | 6–2, 6–0         |
| 8.  | 7. prosince 2003 | Palm Beach Gardens, Spojené státy | antuka    | Marta Marrerová             | 6–3, 6–3         |
| 9.  | 10. února 2004   | Rockford, Spojené státy           | tvrdý (h) | Gisela Dulková              | 6–4, 7–5         |
| 10. | 4. července 2005 | Los Gatos, Spojené státy          | tvrdý     | Carly Gullicksonová         | 6–4, 6–0         |
| 11. | 3. května 2009   | Charlottesville, Spojené státy    | antuka    | Jekatěrina Byčkovová        | 6–3, 7–5         |